# Berberis aquifolium
Berberis aquifolium hay nho Oregon là một loại thực vật thuộc họ Hoàng mộc, có cành xanh quanh năm và có liên hệ họ hàng với hoàng liên gai. Đây là một loại thực vật thuộc họ Berberidaceae, có cành xanh quanh năm và có liên hệ họ hàng với hoàng liên gai. Loại thực vật này không có liên hệ họ hàng nào với nho (mặc dù tên của nó có từ grape có nghĩa là nho trong tiếng Việt) nhưng có cái tên như vậy là vì nó có những chùm trái nhỏ như nho. Nó đôi khi còn được gọi là Tall Oregon-grape để phân biệt nó với Creeping Oregon-grape (M. repens) và "Cascade" hay Dwarf Oregon-grape (M. nervosa). Tên gọi của nó thường không dùng dấu gạch nối thành ra là Oregon grape mặc dù khi dùng như vậy dễ tạo nhầm lẫn với nho thật sự. Đôi khi nó được in ấn trong sách báo là Oregongrape.

## Tổng quan
Oregon-grape cao từ 1 đến 5 mét. Lá day như da của nó giống như lá cây nhựa ruồi. Cuốn lá và nhánh nhỏ của nó có hình dạng mập dày. Hoa nở vào cuối mùa xuân có màu vàng hấp dẫn.
Oregon-grape được trồng làm cảnh tương tự như hoàng liên gai. Oregon-grape chịu được hạn vào mùa hè, không kén đất, và không đổ lá nhiều. Trái chùm của nó rất được chim ưa thích
Trái nhỏ màu đen tím của nó khá chua và có hạt to, đôi khi được trộn cùng với salal để làm jelly. Trái có vị đắng nên thường làm ngọt trước khi ăn. Vì lá Oregon-grape giống như lá của nhựa ruồi và chống được héo nên tán lá của nó đôi khi được các người trưng bày hoa dùng để làm nền xanh trưng hoa. Vỏ trong của những nhánh lớn và rễ của Oregon-grape cho ra một chất màu vàng.
Oregon-grape là thực vật bản xứ duyên hải phía tây của Bắc Mỹ từ British Columbia đế Bắc California, mọc bên dưới các rừng Linh sam Douglas và trong các vùng đất cỏ bụi. Nó là hoa tiểu bang của Oregon.
Tại một số khu vực bên ngoài phạm vi bản xứ của nó, Oregon-grape được xếp vào loại cây lạ có tính lan tràn mà có thể gây hại cho các loài hoa quả bản xứ.

## Dùng làm thuốc
Thực vật này được dùng làm thuốc đông y. Các cuộc nghiên cứu cho thấy là Berberis aquifolium có chứa 5'methoxyhydnocarpin (5'MHC) có hiệu quả giảm chế sự đề kháng của vi trùng đối với các tác nhân và thuốc kháng sinh. Rễ của Berberis aquifolium thông thường được dùng làm thuốc thay thế cho loài thực vật Goddenseal khan hiếm. Cả hai loài thực vật này có chứa tương tự chất ancaloit berberine được dùng để trị các vết thương nhiễm trùng. Berberine và các chất ancaloit khác trong rễ Oregon grape đã được chứng minh là giết được nhiều loại vi sinh vật và hữu hiệu trong việc làm hồi phục nhanh các bệnh như giardia, candida, tiêu chảy, và dịch tả. Berberis aquifolium cũng còn được biết là có thể trị được các bệnh viêm da như Eczema và Psoriasis. Rễ B. aquifolium cũng có các đặc tính chống ung thư và đang được các nhà nghiên cứu lưu ý quan tâm.

## Hình ảnh

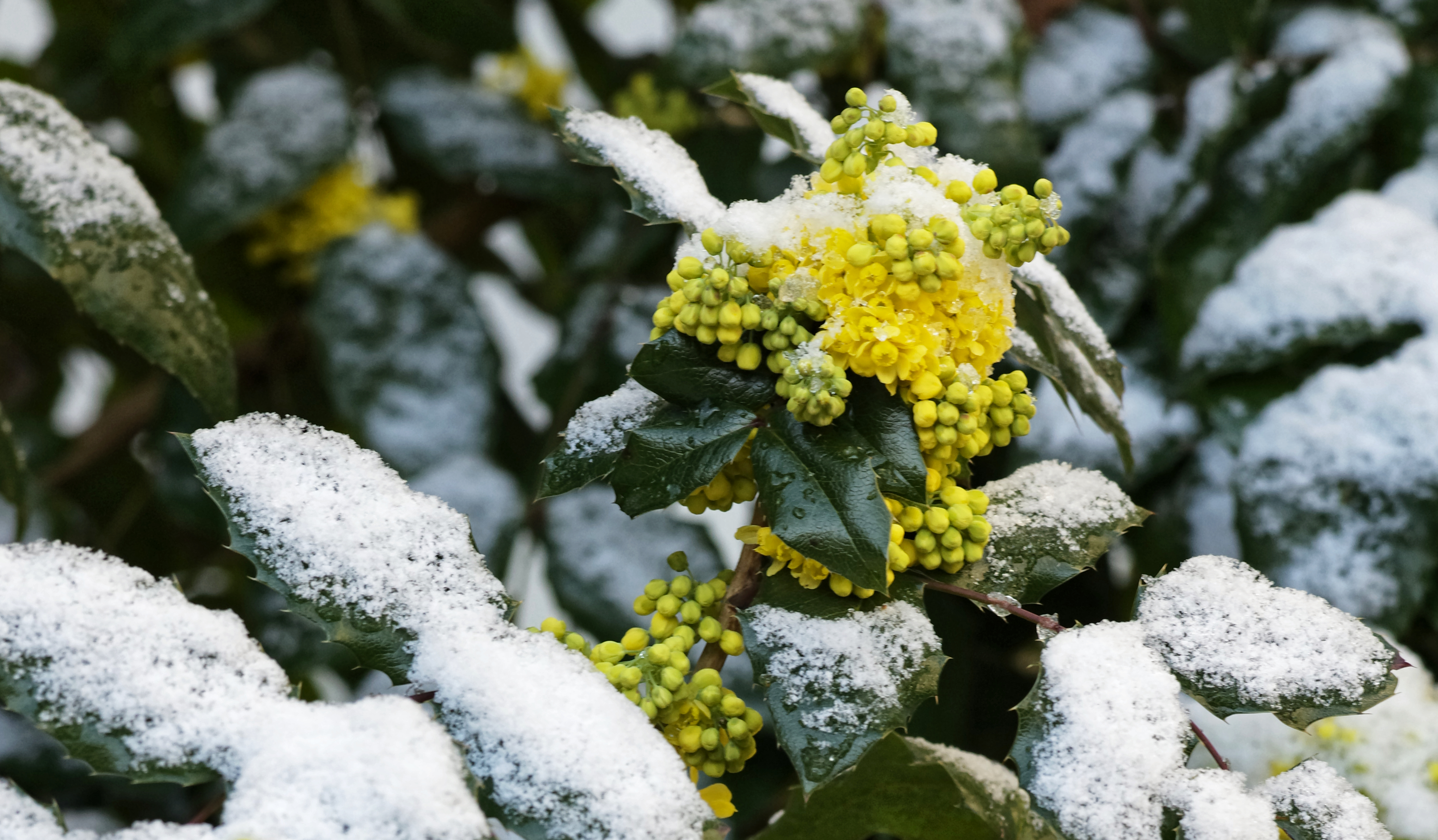
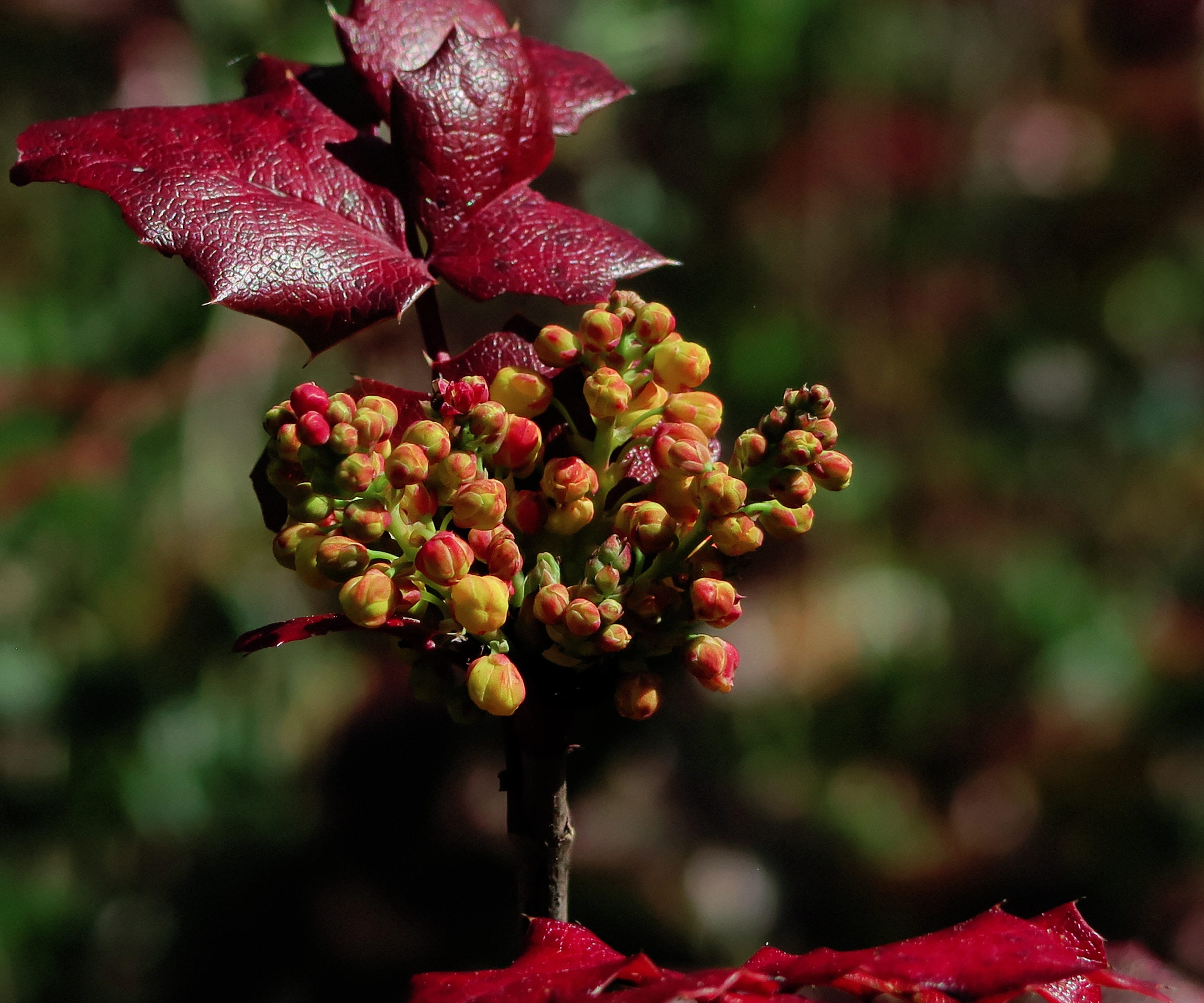
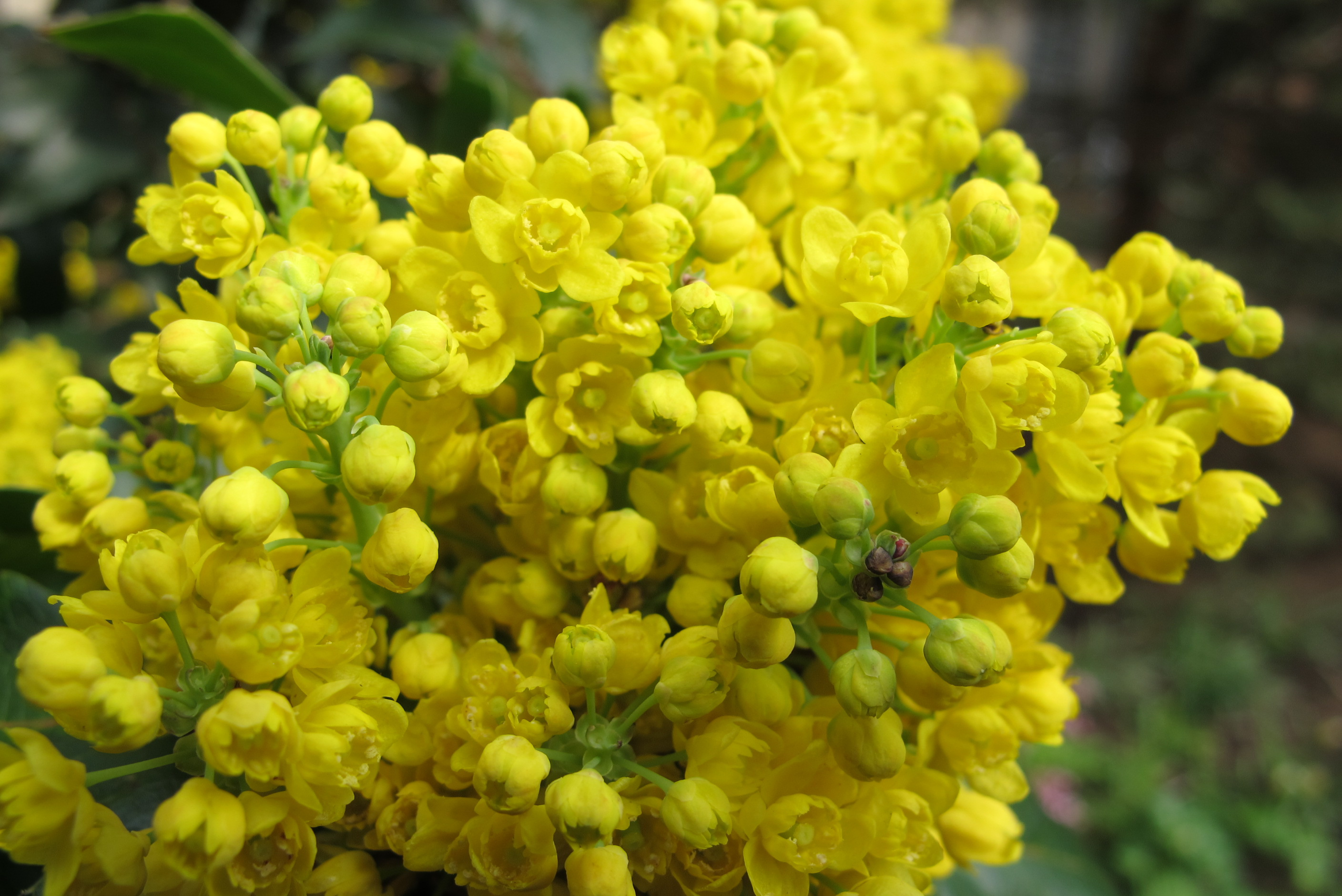
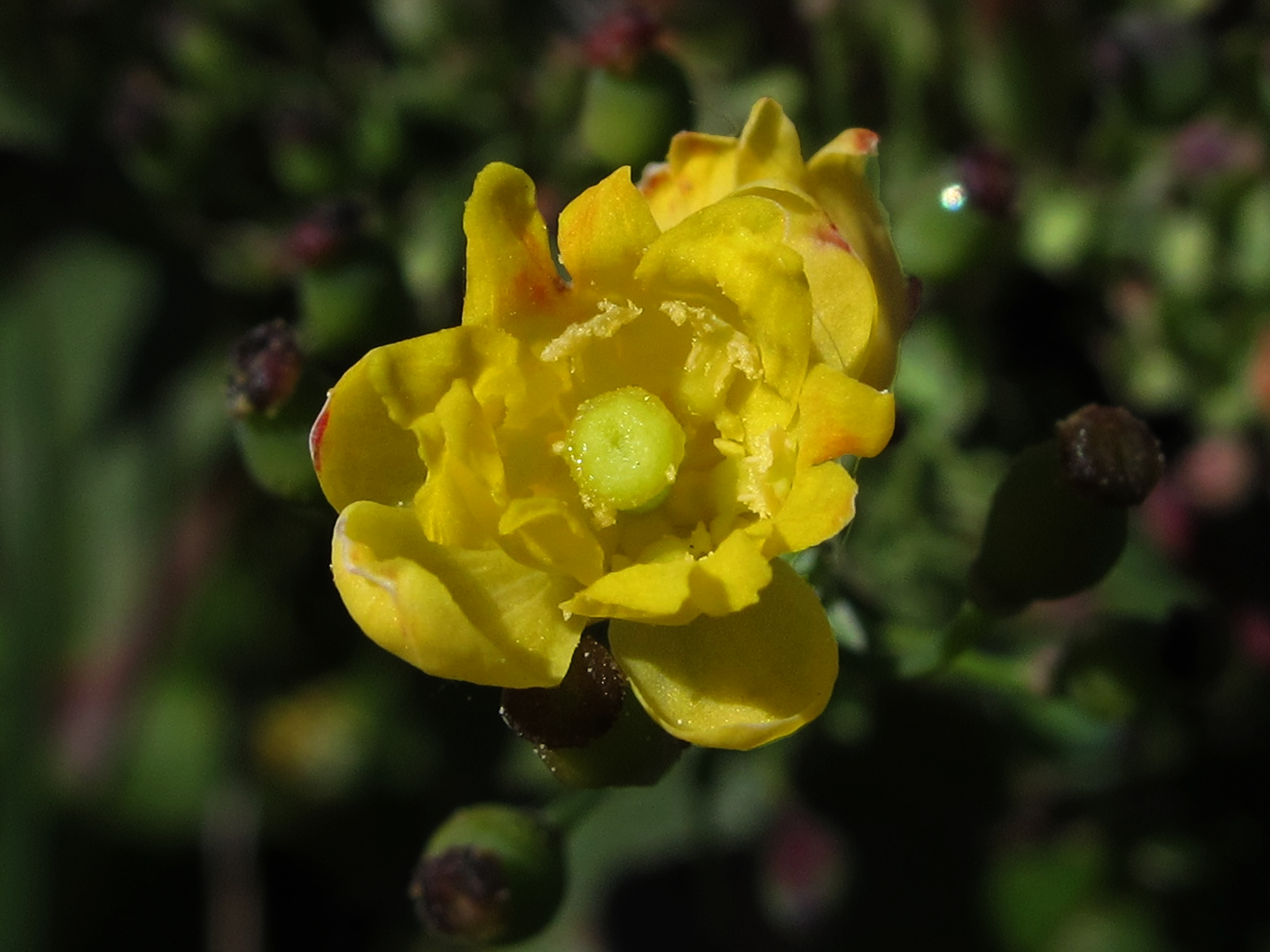
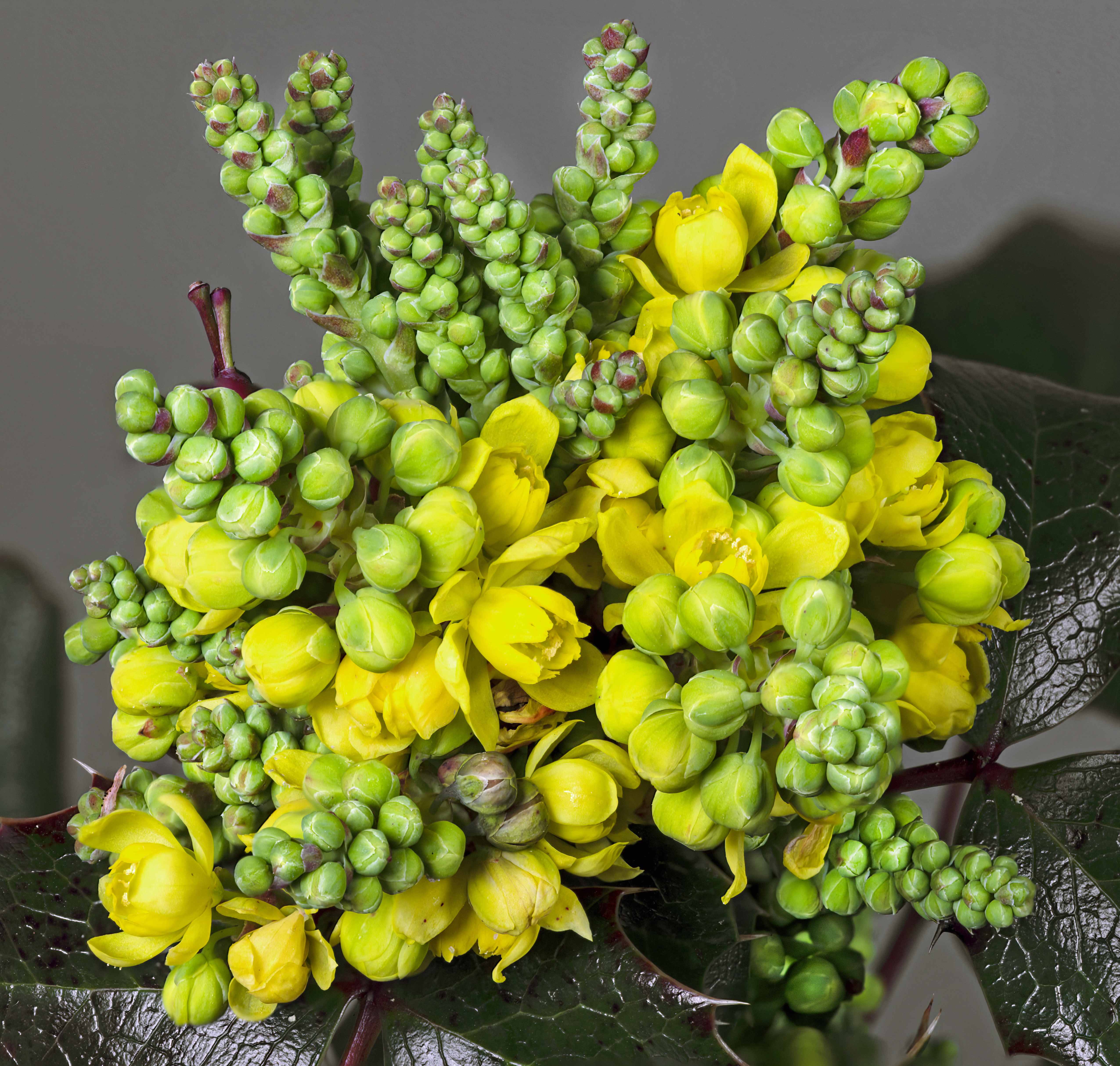
Cụm hoa; Các nút và hoa
Những bông ho
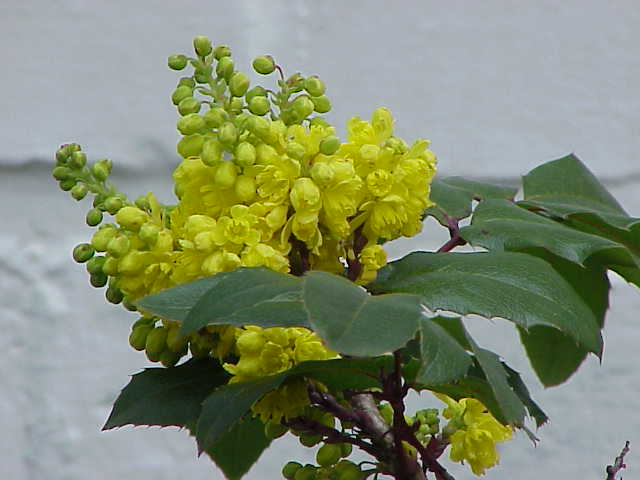
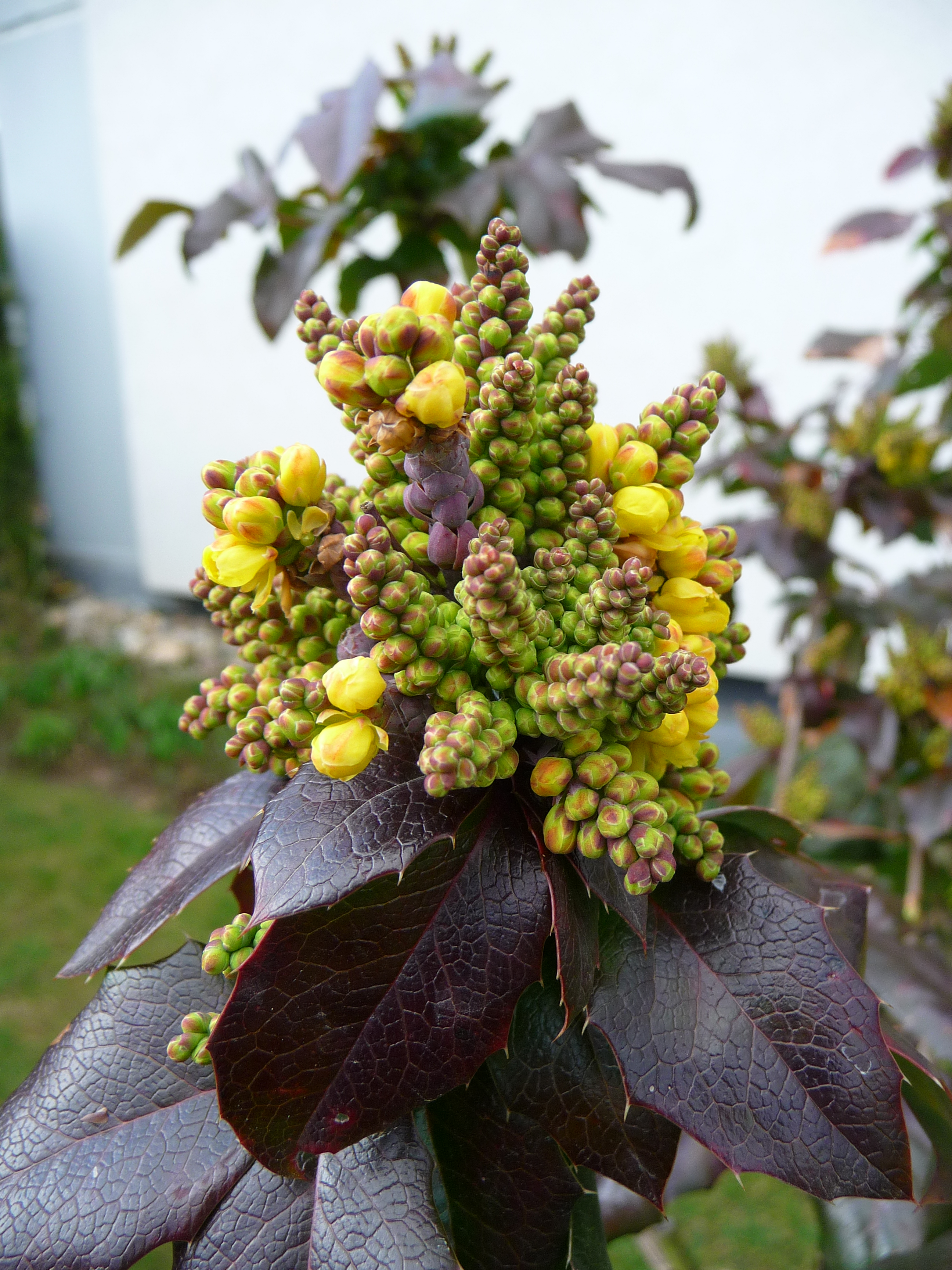
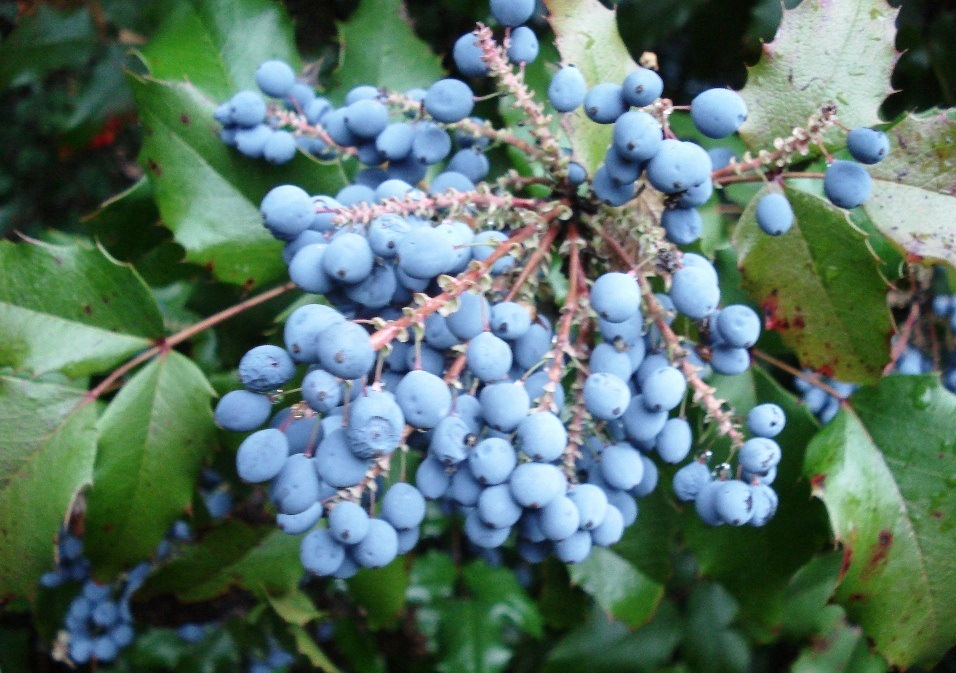
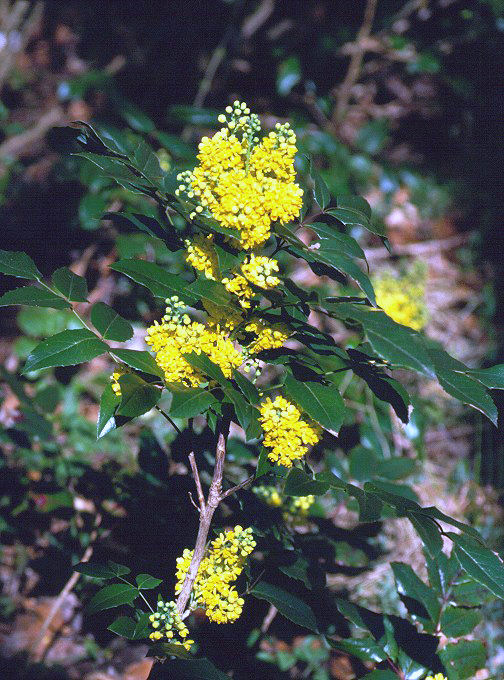
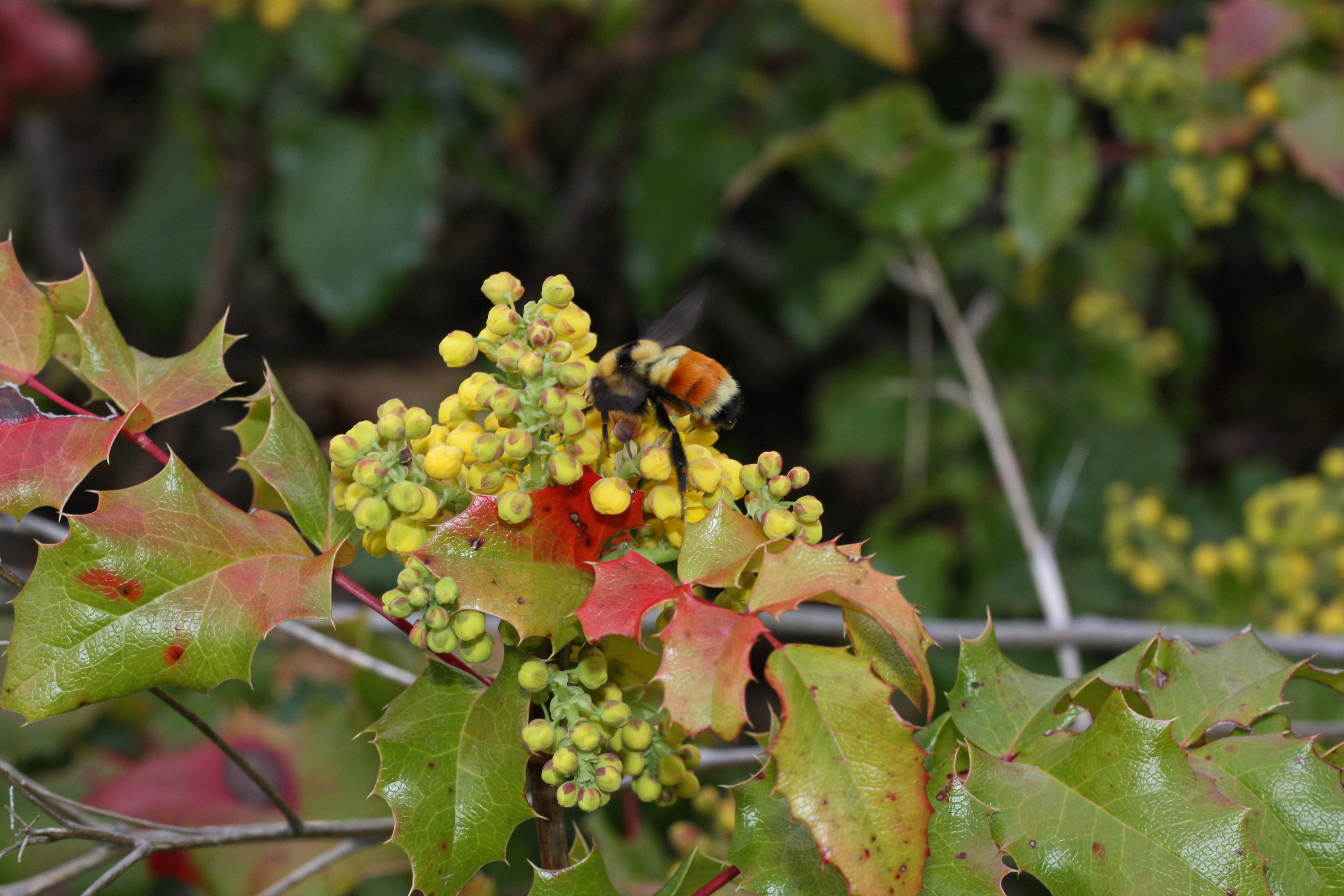

### Dùng trong y học
- Medical Uses for Oregon Grape from howstuffworks.com
- Mountain Grape from Botanical.com
- Medicinal Use Lưu trữ ngày 7 tháng 7 năm 2011 tại Wayback Machine from Appliedhealth.com